# فالغا (بونتيفيدرا)
بلدية فالغا (بالإسبانية: Valga) هي بلدية تقع في مقاطعة بونتيفيدرا التابعة لمنطقة غاليسيا شمال غرب إسبانيا.

## الديموغرافيا
يبلغ عدد سكان بلدية فالغا 6.103 نسمة عام 2011 (وفقاً للمعهد الوطني للإحصاء الإسباني).
| 6.442 | 6.288 | 6.173 | 6.108 | 6.071 | 6.120 | 6.103 |

## أعلام
- لافونتين بيل أوتيرو